# Pietà (művészettörténet)
A Pietà vagy nemzetközi írásmóddal Pieta (rögzült hibás magyar kiejtése piéta; szabad fordításban „A fájdalmas anya” – az olasz pietà, „szánalom” szóból) a keresztről levett Krisztust ölében tartó és fiát sirató Mária ábrázolása. Önálló kétalakos kompozícióként a német szobrászatban jelent meg először a 14. században (Vesperbild). Azóta is kedvelt témája mind a festészetnek, mind a szobrászatnak.
A legismertebb Pietà-alkotások:
- Avignoni Pietà (La Pietà de Villeneuve-lès-Avignon; ismeretlen mester festménye, 1454 – Párizs, Louvre)
- Michelangelo szobrai:
  - A világhírű, ifjúkorában alkotott Pietà (1499), amely a római Szent Péter-bazilikában látható.
  - Két időskori műve, a Pietà a firenzei Museo dell’Opera del Duomo kincse és a Milánóban látható Rondanini Pietà.

## Galéria

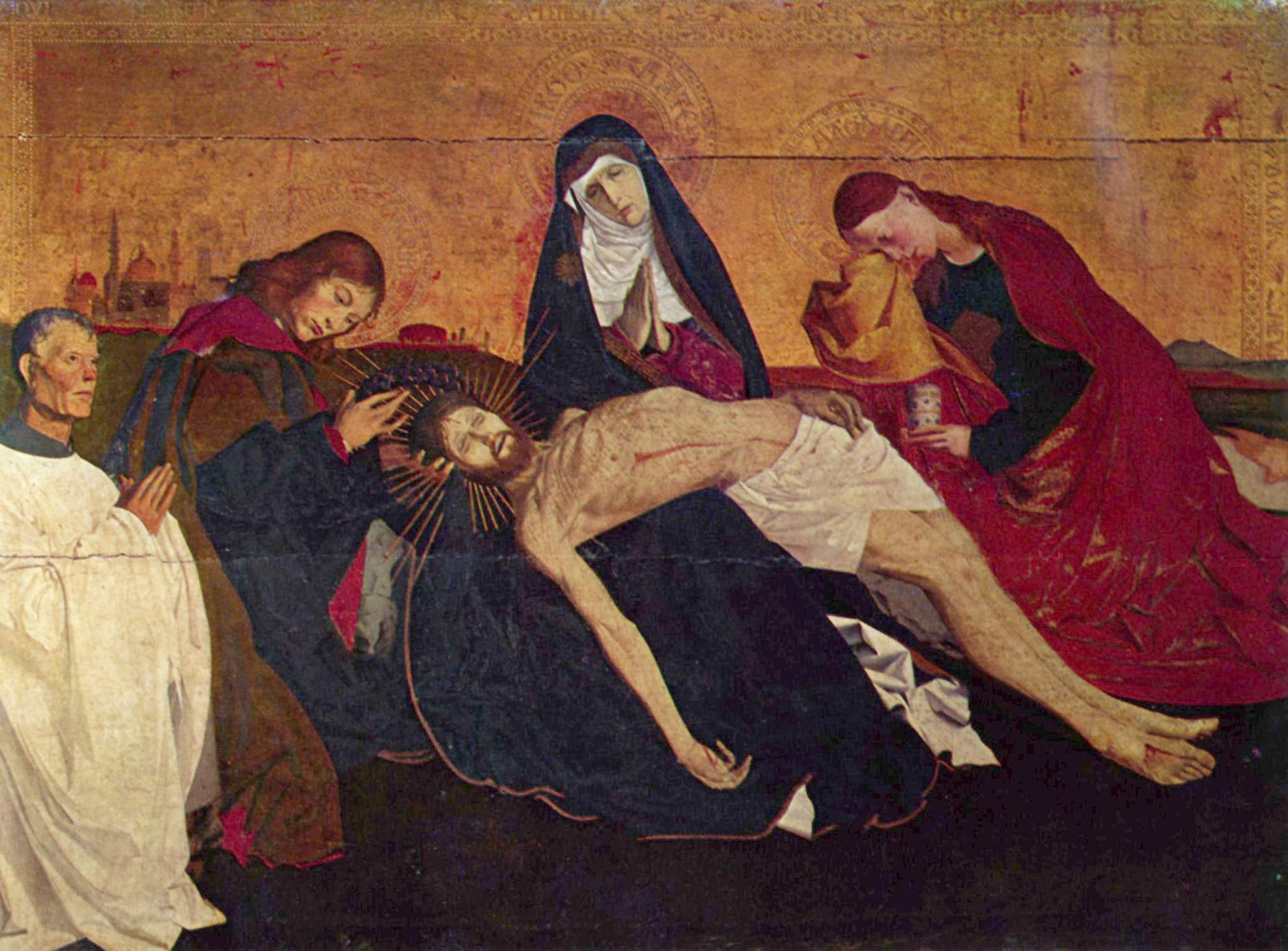
Avignoni Pietà, 1454
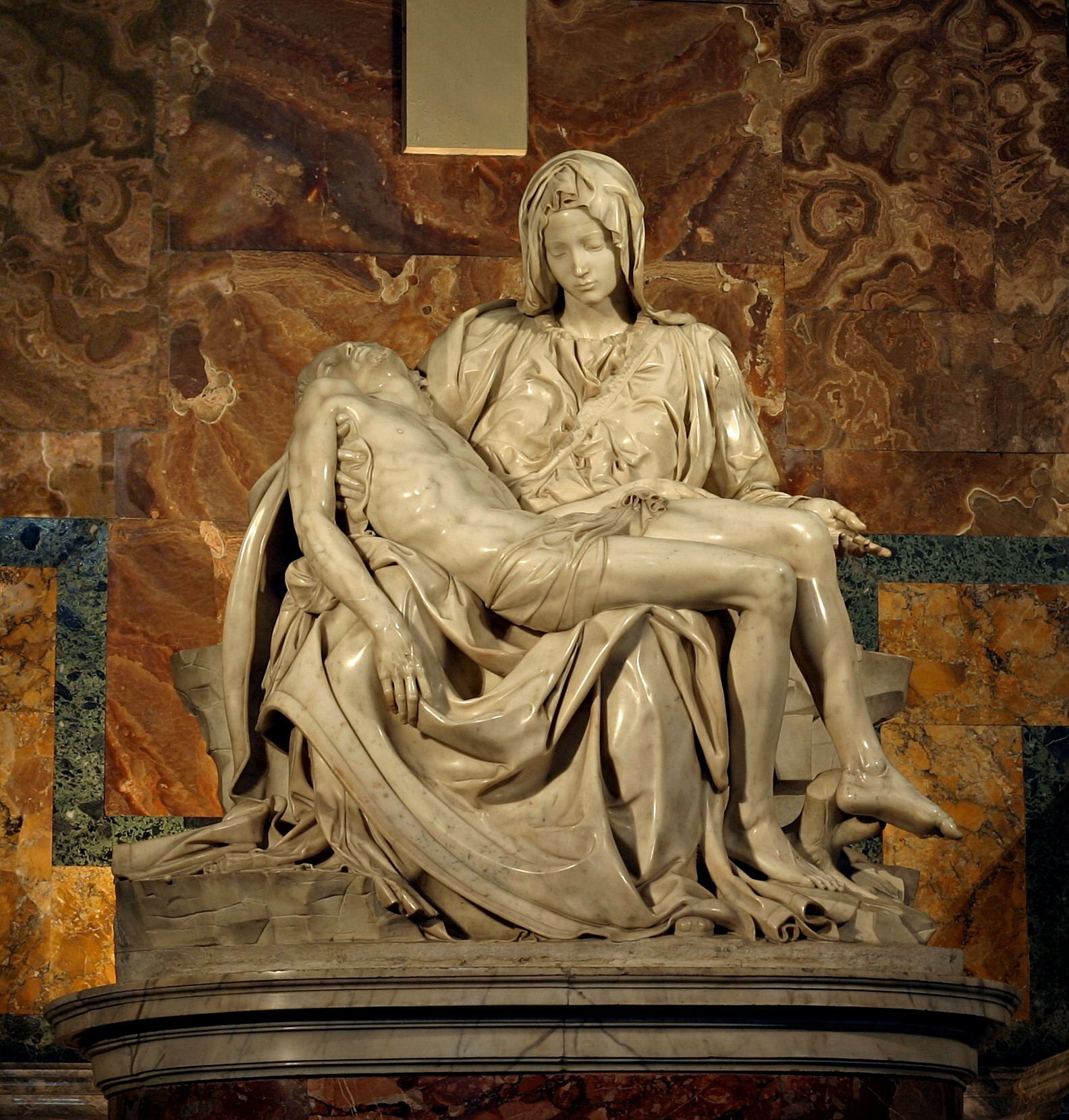
Michelangelo: Pietà, 1499 (Róma)
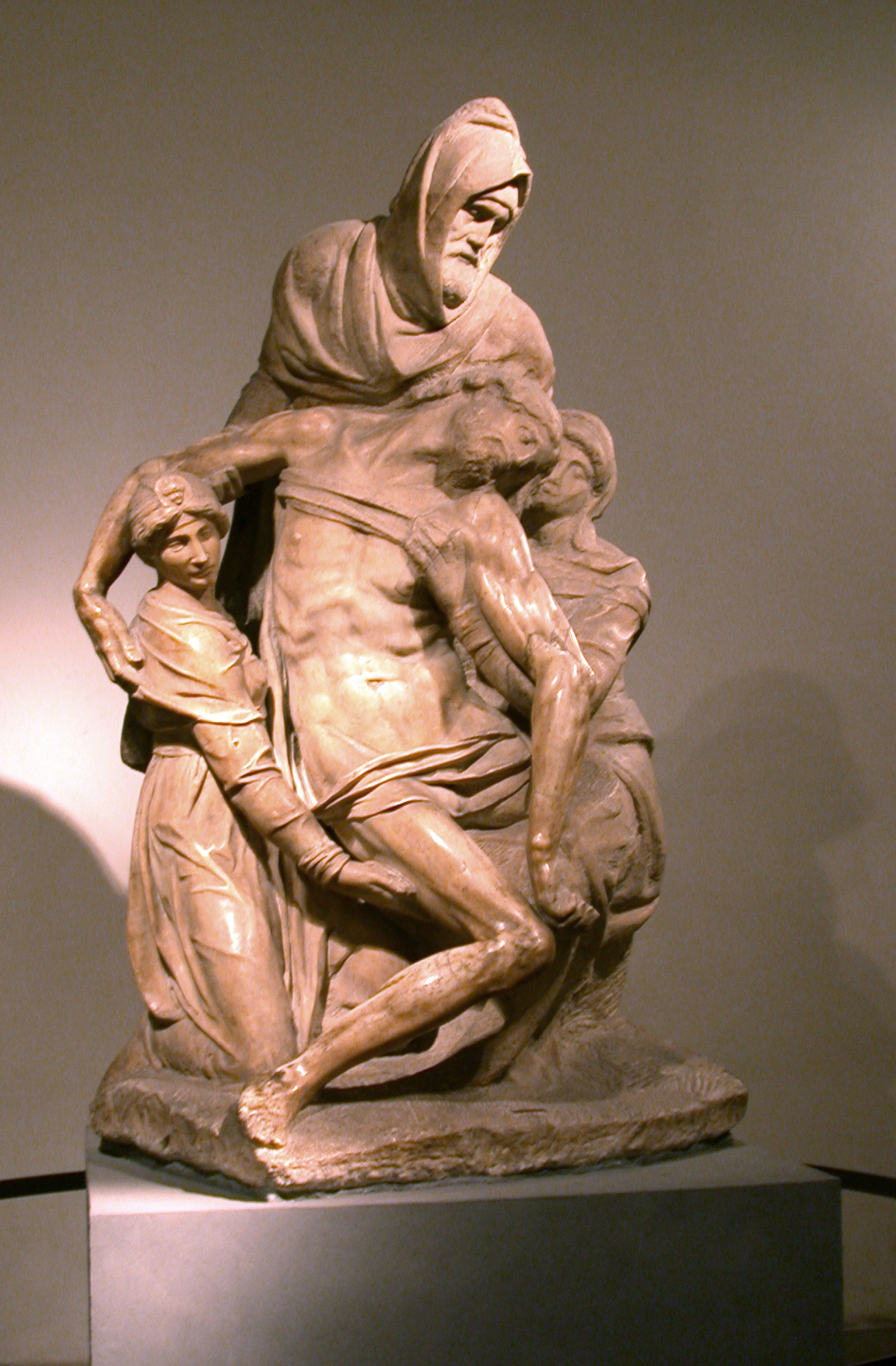
Michelangelo: Pietà, 1557 (Firenze)
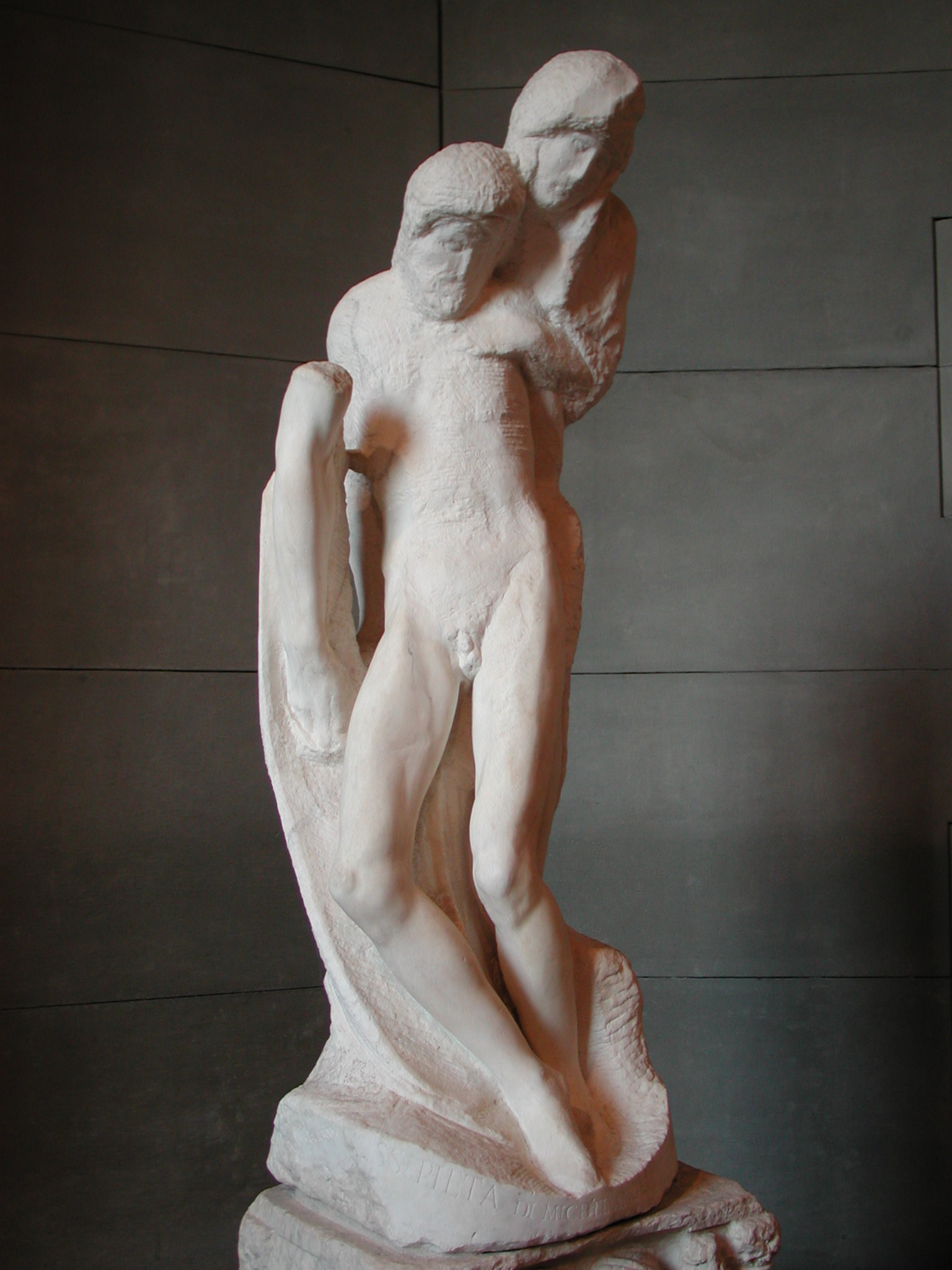
Michelangelo: Rondanini Pietà, 1564 (Milánó)
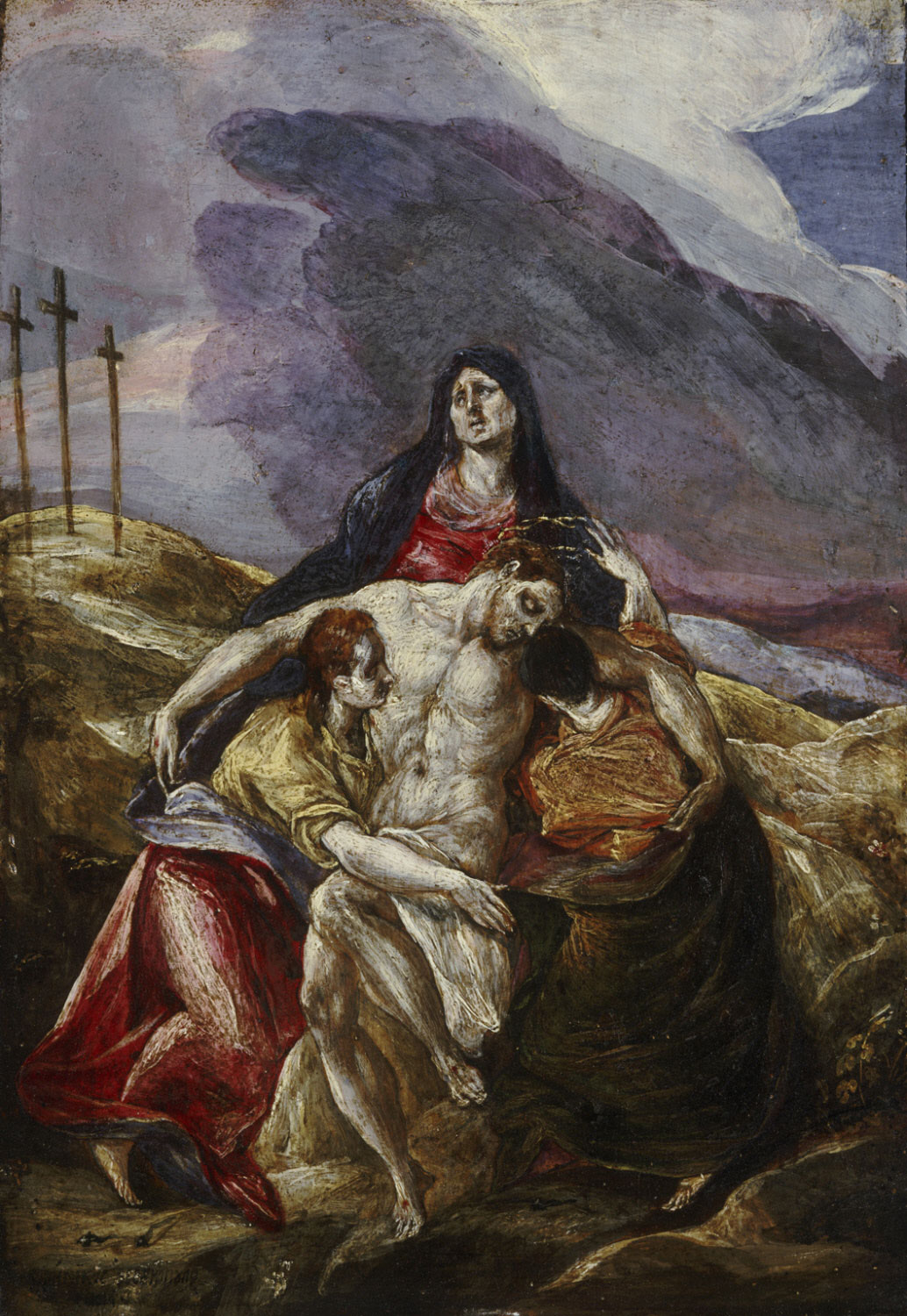
El Greco: Pietà (1576)
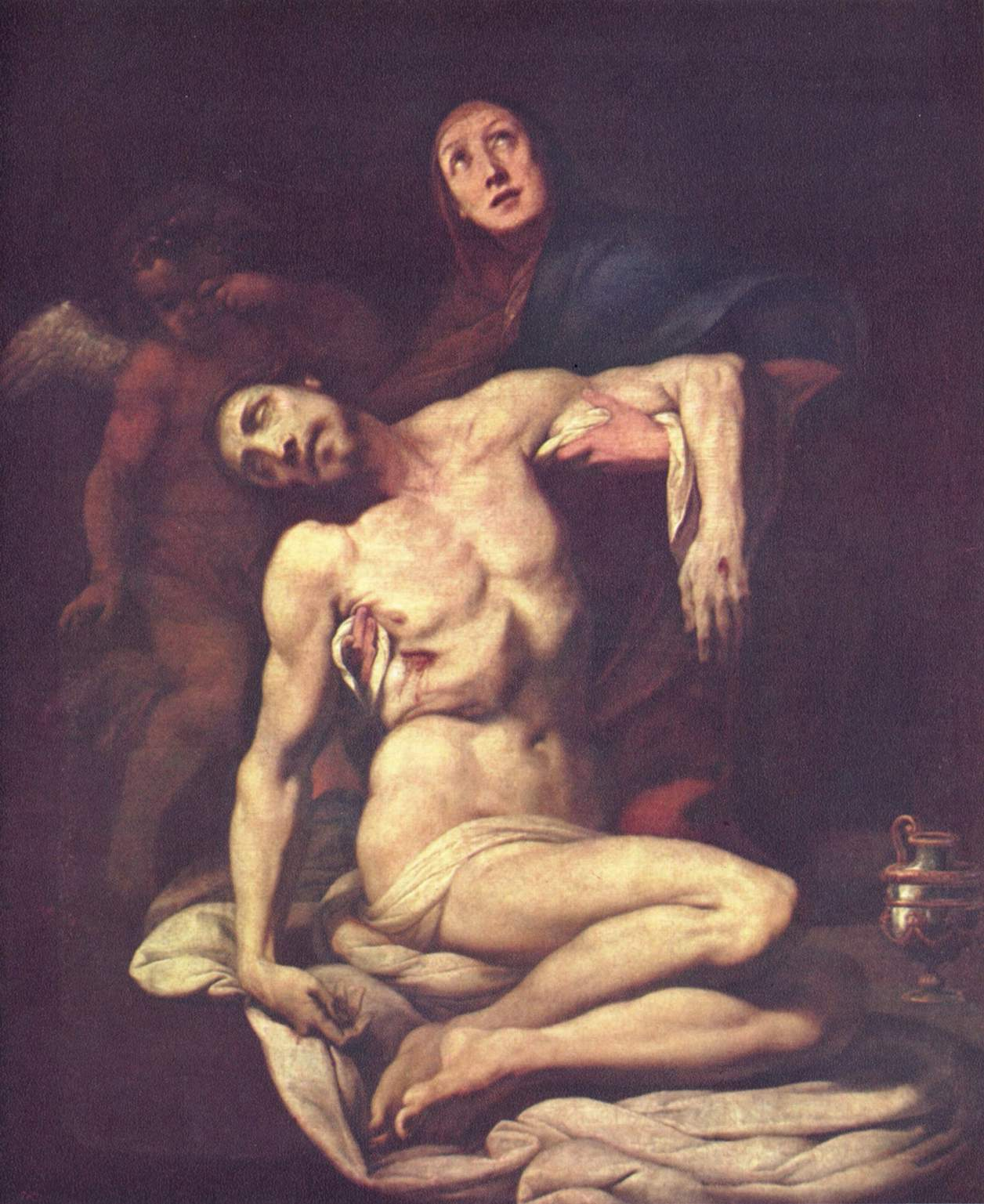
Daniele Crespi: Pietà (17. század eleje)
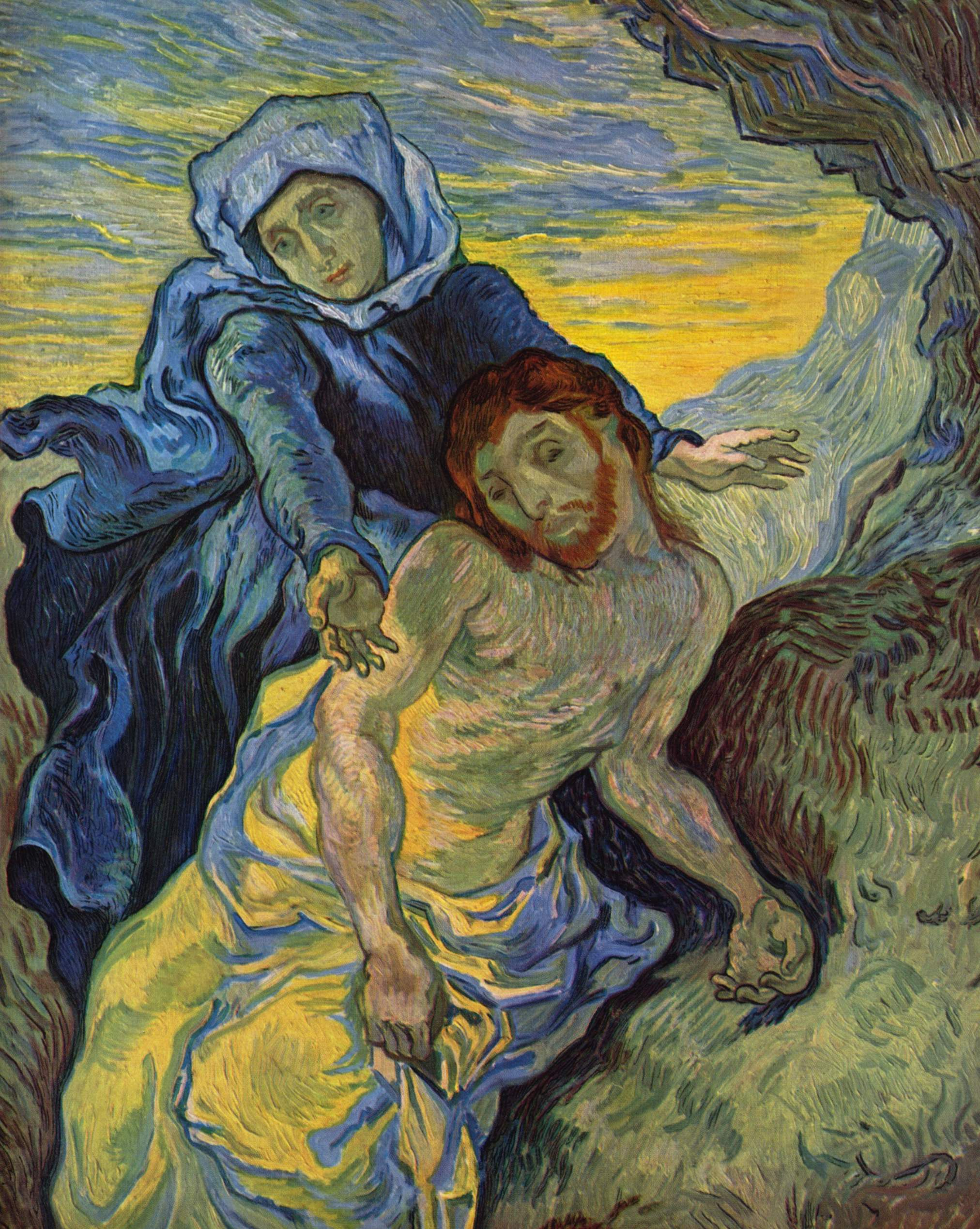
Vincent van Gogh: Pieta (1889)
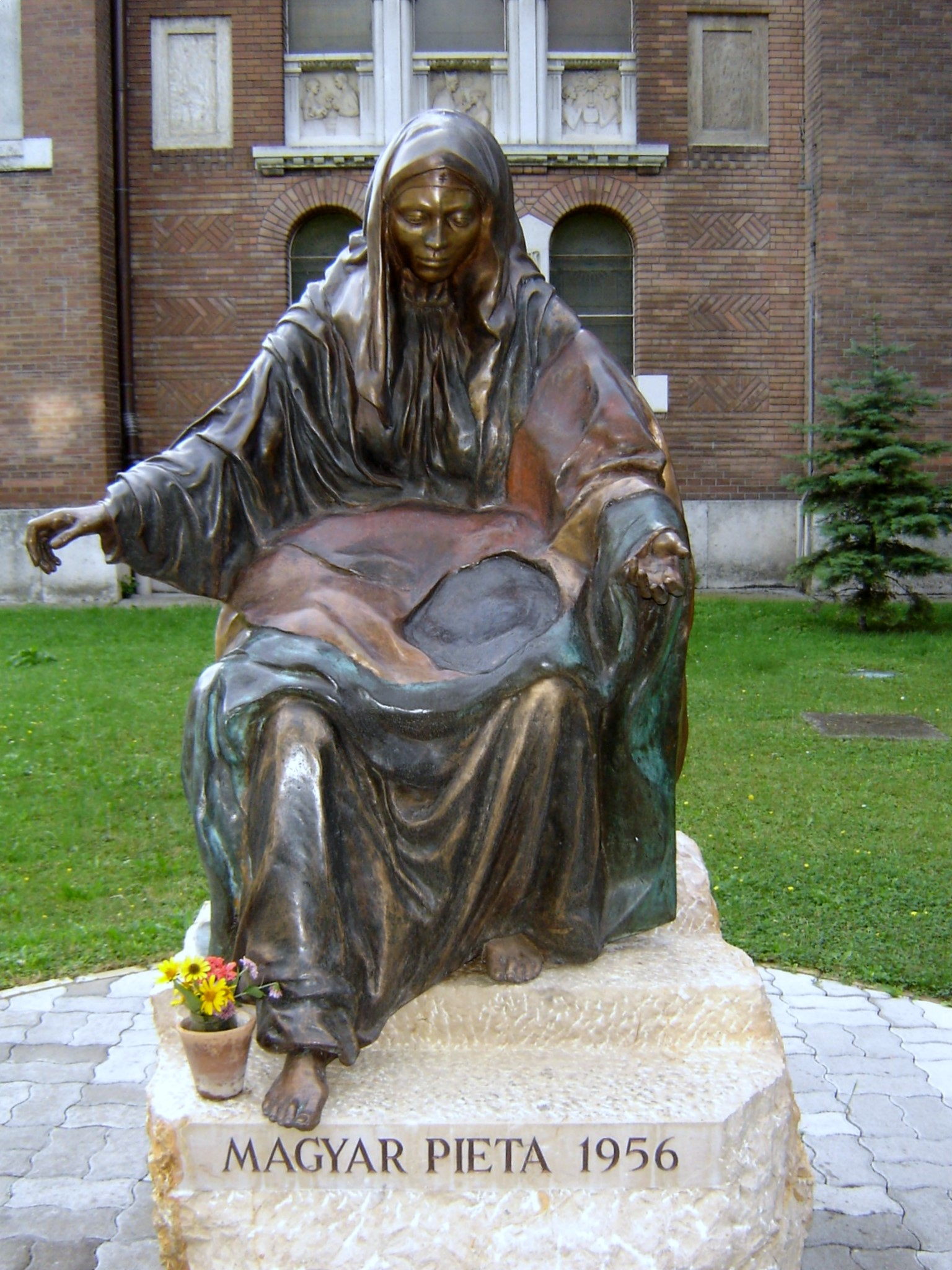
Magyar Pieta 1956 (Tóbiás Klára, 2006, szegedi Dóm tér)